# Освальд (король Сассексу)
Освальд (*Oswald, Osuualdus, д/н —після 772) — король Сассексу в 765—772 роках.

## Життєпис
Про Освальда нічого невідомо, проте напевніше походив зі знатного роду або був родичем династії Елли. Після сходження на трон у 757 році Осмунда можливо почав повстання про нього. Вважається брав участь у боротьбі за трон разом з Ослаком і Ельфвальдом.
У 765 році разом з суперниками розділив Сассекс. Втім боротьба тривала. Це значно послабило державу. У 771—772 роках Сассекс зазнав поразки у війні проти мерсійського короля Оффи. Останній став новим володарем Сассексом, а Освальд отримав посаду елдормена. Подальша доля невідома.